# فوتبال در المپیک تابستانی ۲۰۰۴
فوتبال در بازی‌های المپیک تابستانی ۲۰۰۴ نام رویداد ورزش فوتبال در بازی‌های المپیک تابستانی بود که در سال ۲۰۰۴ برگزار شد. این مسابقات از ۱۱ تا ۲۸ اوت برگزار شد. در این مسابقات ۲۶ تیم در ۶ سالن که در ۶ شهر وجود داشت به رقابت با یک دیگر پرداختند.